# Isonychia
Isonychia is een geslacht van haften (Ephemeroptera) uit de familie Isonychiidae.

## Soorten
Het geslacht Isonychia omvat de volgende soorten:
- Isonychia arabica
- Isonychia arida
- Isonychia berneri
- Isonychia bicolor
- Isonychia campestris
- Isonychia crassiuscula
- Isonychia diversa
- Isonychia formosana
- Isonychia georgiae
- Isonychia grandis
- Isonychia guixiensis
- Isonychia hoffmani
- Isonychia ignota
- Isonychia intermedia
- Isonychia japonica
- Isonychia khyberensis
- Isonychia kiangsinensis
- Isonychia obscura
- Isonychia rufa
- Isonychia sayi
- Isonychia serrata
- Isonychia sexpetala
- Isonychia shima
- Isonychia sibirica
- Isonychia sicca
- Isonychia similis
- Isonychia sinensis
- Isonychia sumatranus
- Isonychia tusculanensis
- Isonychia unicolorata
- Isonychia ussurica
- Isonychia velma
- Isonychia vshivkovae
- Isonychia winkleri